# صادق‌جان قربانوف
صادق‌جان قربانوف (تاجیکی: Садык Курбанов؛ زادهٔ ۱۹ ژانویهٔ ۲۰۰۳) بازیکن فوتبال است.
وی همچنین در تیم ملی فوتبال تاجیکستان بازی کرده‌است.